# Pyurella hernia
Pyurella hernia är en sjöpungsart som beskrevs av Monniot 1973. Pyurella hernia ingår i släktet Pyurella och familjen lädermantlade sjöpungar. Inga underarter finns listade i Catalogue of Life.